# Wejsuny
Wejsuny [vɛi̯ˈsunɨ] (deutsch Weissuhnen, Dorf) ist ein zur Gemeinde Ruciane-Nida (Rudczanny-, 1938 bis 1945 Niedersee- / Nieden) zählendes Dorf im südöstlichen Masuren in der polnischen Woiwodschaft Ermland-Masuren, Powiat Piski (Kreis Johannisburg).

## Geographische Lage
Das Dorf befindet sich 14 Kilometer nordwestlich der Kleinstadt Pisz (deutsch Johannisburg) am Ufer des Jezioro Wejsunek.

## Geschichte

Dorfstraße in Wejsuny (von der Kirche aus)

Das Dorf Weissuhnen wurde vor 1758 als Schatullsiedlung mit neun Hofstellen gegründet und zunächst als Weissun bezeichnet (1758, 1769). Durch Zusammenlegung des Dorfes und des Gutsbezirkes mit dem 1,8 Kilometer südlich gelegenen Forsthaus entstand als neue amtliche Bezeichnung Groß Weissuhnen (genaue Datierung nicht bekannt). Allerdings bleibt auch die alleinige Schreibweise Weissuhnen (nebenher: Weißuhnen) weiter gebräuchlich.
1848 erhielt Weissuhnen eine Schule.
1900 wurden in Groß Weissuhnen 372 Einwohner gezählt.
Bis 1905 gehörte Groß Weissuhnen zum Regierungsbezirk Gumbinnen, danach zum Regierungsbezirk Allenstein.
Am 1. Januar 1908 bestand der 1874 gebildete Amtsbezirk Weissuhnen nunmehr aus den Gemeinden Konzewen, Groß Weissuhnen sowie die Gutsbezirke Bärenwinkel, Glodowen und Schnittken. Sitz der Verwaltung war das Forsthaus Weissuhnen. 1931 kam zum Amtsbezirk der Gutsbezirk Johannisburger Heide hinzu.
Aufgrund der Bestimmungen des Versailler Vertrags stimmte die Bevölkerung im Abstimmungsgebiet Allenstein, zu dem Weissuhnen, am 11. Juli 1920 über die weitere staatliche Zugehörigkeit zu Ostpreußen (und damit zu Deutschland) oder den Anschluss an Polen ab. In Weisssuhnen stimmten 300 Einwohner für den Verbleib bei Ostpreußen, auf Polen entfielen keine Stimmen.
1933 waren in Groß Weissuhnen 400 Einwohner verzeichnet. Am 16. Juli 1938 wurde der amtliche Name von Groß Weissuhnen in Weissuhnen geändert. 1939 hatte Weissuhnen 434 Einwohner.
Am 27. Januar 1945 erreichte die Rote Armee Weissuhnen, dessen Zivilbevölkerung kurz zuvor nahezu vollständig evakuiert wurde. Es kam dabei zu starken Zerstörungen durch Kampfhandlungen zwischen deutschen und sowjetischen Truppen.
Nach Ende des Zweiten Weltkrieges 1945 fiel das zum Deutschen Reich (Ostpreußen) gehörende Weissuhnen an Polen. Die ansässige deutsche Bevölkerung wurde, soweit sie nicht geflüchtet war, nach 1945 größtenteils vertrieben und neben der angestammten masurischen Minderheit durch Neubürger aus anderen Teilen Polens. Der Ort wurde in Wejsuny umbenannt.
Von 1975 bis 1998 gehörte Wejsuny zur damaligen Woiwodschaft Suwałki, kam dann 1999 zur neu gebildeten Woiwodschaft Ermland-Masuren.

## Kirche

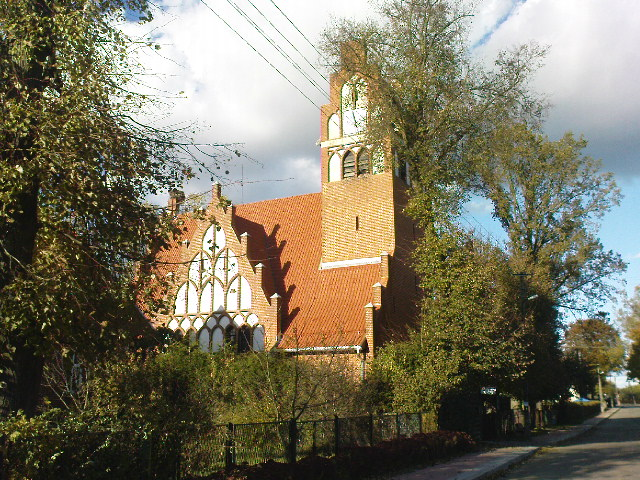
Dorfkirche von 1910

1898 bekam Weissuhnen eine eigene Kirchengemeinde. Erster Pfarrer war Heinrich Kull (bis 1909).
Als bedeutendstes Bauwerk des Ortes wurde in der Folgezeit eine neogotische Dorfkirche mit Anklängen an die Ordensarchitektur als unverputzter Ziegelbau mit vorgelegtem Ostturm (enthält zwei Glocken) wie auch einem Staffelgiebel errichtet und am 27. November 1910 von dem nachfolgend amtierenden Pfarrer Rudolf Wisniewski (1910–1922) eingeweiht.
Die Kirche wurde nach unter anderem kriegsbedingten Schäden 1945 hinsichtlich ihres 100-jährigen Bestehens mit Mitteln eines anonymen Spenders umfassend rekonstruiert und ist die einzige im Raum Pisz, die den evangelischen Christen für Gottesdienste und Veranstaltungen zur Verfügung steht. In ihr werden auch gelegentlich deutschsprachige Gottesdienste gehalten.

## Weitere Sehenswürdigkeiten

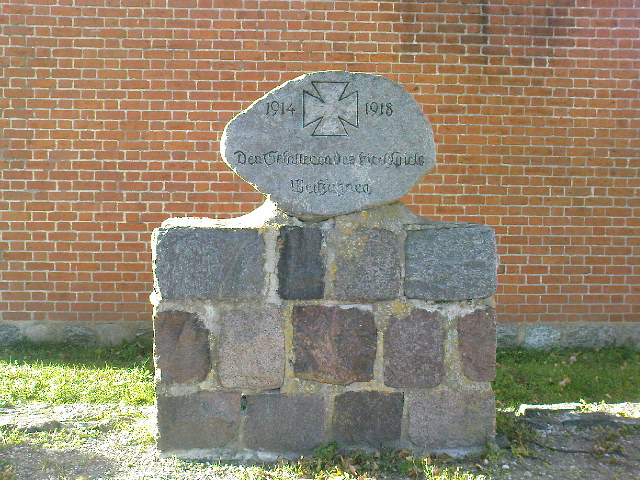
Gedenkstein für Gefallene von Weissuhnen

Vor der Kirche steht ein wiedererrichteter Gedenkstein für die Gefallenen des Ersten Weltkriegs 1914–1918 aus dem Kirchspiel Weissuhnen.

Alter deutscher Friedhof von Weissuhnen

Aus deutscher Zeit existiert bis in die heutige Zeit unmittelbar am Ufer des Sees ein evangelischer Friedhof mit einigen Soldatengräbern aus dem Ersten Weltkrieg.